# Palais des ducs de Lorraine
Pour les articles homonymes, voir Château des ducs de Lorraine.
Le  palais des ducs de Lorraine est l'ancienne demeure des ducs de Lorraine. C'est un édifice bâti dans les styles gothique flamboyant et Renaissance situé en plein cœur du secteur sauvegardé de Nancy, juste à côté de l'église des Cordeliers. Il fut la résidence principale des ducs de Lorraine durant la Renaissance et ce jusqu'à la période Classique où la cour de Lorraine fut transférée au château de Lunéville. Il abrite actuellement le Musée lorrain qui retrace l'histoire du territoire lorrain depuis la préhistoire jusqu'à l'époque moderne en passant principalement par l'histoire du duché de Lorraine.

## Historique

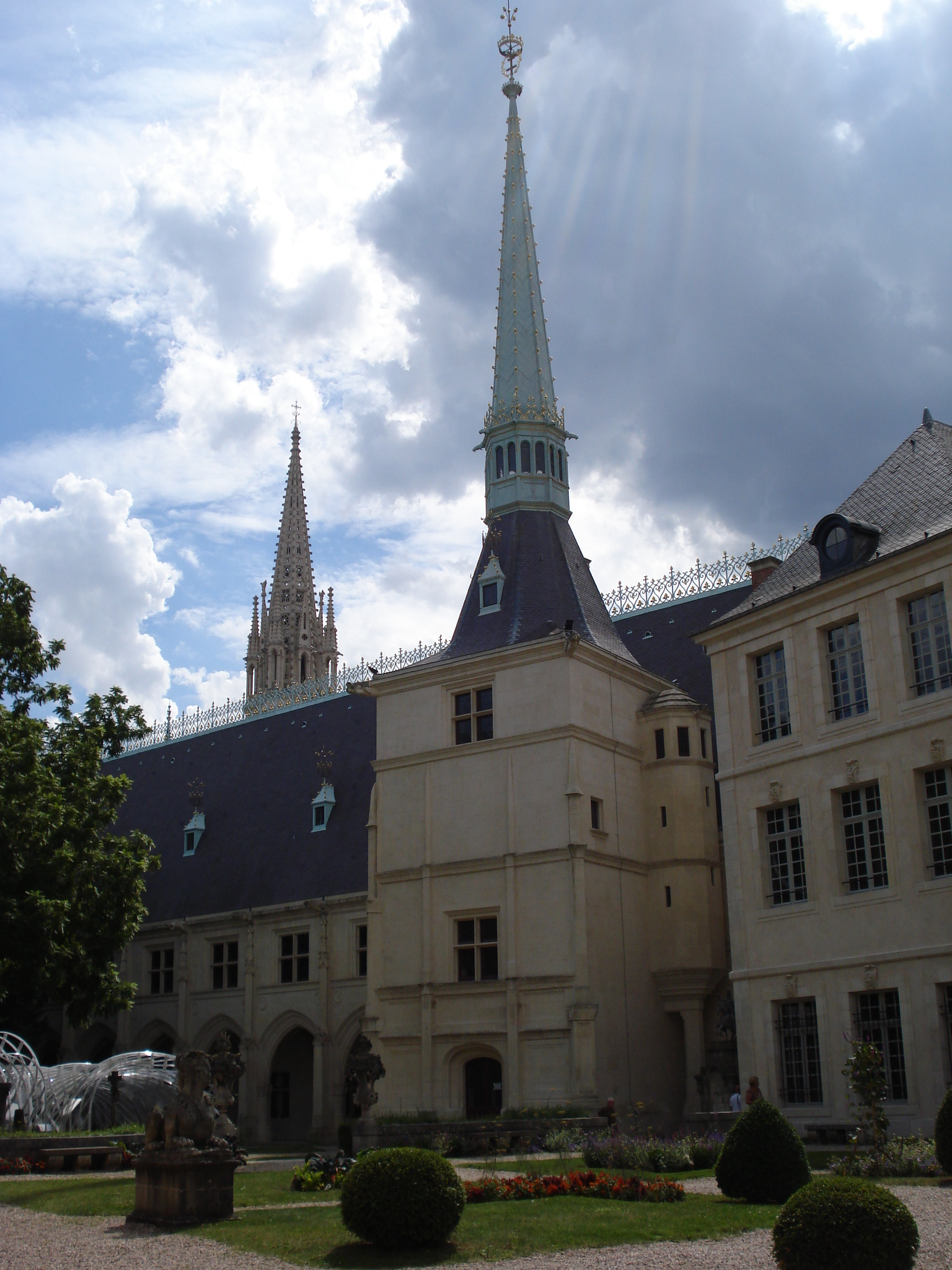
Intérieur de la façade, vu côté jardin.

À la suite de la défaite de Charles le Téméraire, lors de la bataille de Nancy en 1477, le château des ducs de Lorraine était dans un état de délabrement avancé.
Le duc René II ordonna en 1502 la reconstruction du château dans le style de l'époque, à savoir un palais de style Renaissance.
Les travaux se poursuivirent jusqu'en 1512, sous le règne du duc Antoine qui est certainement l'instigateur de la porterie comportant sa propre statue équestre.
Le palais fut largement réduit sous le règne de Léopold Ier de Lorraine qui avait de plus grands projets.
Le palais fait l'objet de plusieurs protections au titre des monuments historiques.
- L'ancien château ducal fait l’objet d’un classement au titre des monuments historiques par la liste de 1840[2].
- Le cartouche sculpté, présent sur la porte d'accès du gardien du palais ducal fait l’objet d’une inscription au titre des monuments historiques depuis le 14 mars 1944[2].
- Le bâtiment Morey (façades et toitures), le bâtiment de la Petite Carrière (façades et toitures), le mur vestige du Louvre de Boffrand, l'ancienne petite écurie adossée à ce mur, l'ancien bâtiment scolaire adossé à ce mur (façades et toitures), ainsi que les sols des cours du palais et de la petite carrière fait l’objet d’un classement au titre des monuments historiques depuis le 21 décembre 2005[2].
- Les parties intérieures du bâtiment de la Petite Carrière font l’objet d’une inscription au titre des monuments historiques depuis le 21 décembre 2005[2].

## Architecture
Le palais ducal de Nancy est le résultat architectural réussi de l'union de deux styles : le gothique flamboyant et Renaissance, ce dernier style étant relativement tardif en Lorraine.
La façade sur rue est ponctuée de fenêtres Renaissance disposant, au premier étage, de balcons gothique flamboyant.

### La Porterie
D'un style très proche de celui du château de Blois, la porterie présente la statue équestre du duc Antoine de Lorraine sous un impressionnant gâble flamboyant dû à l'architecte Jacques Vauthier en 1511-1512. La décoration est typique de la première renaissance lorraine dont les décors italinisants sont particulièrement raffinés (candélabres végétaux, angelots, coquilles...).
La statue équestre de 1512, due à Mansuy Gauvin, a été détruite en 1792 puis remplacée par une œuvre de Giorné Viard en 1851.

### Description

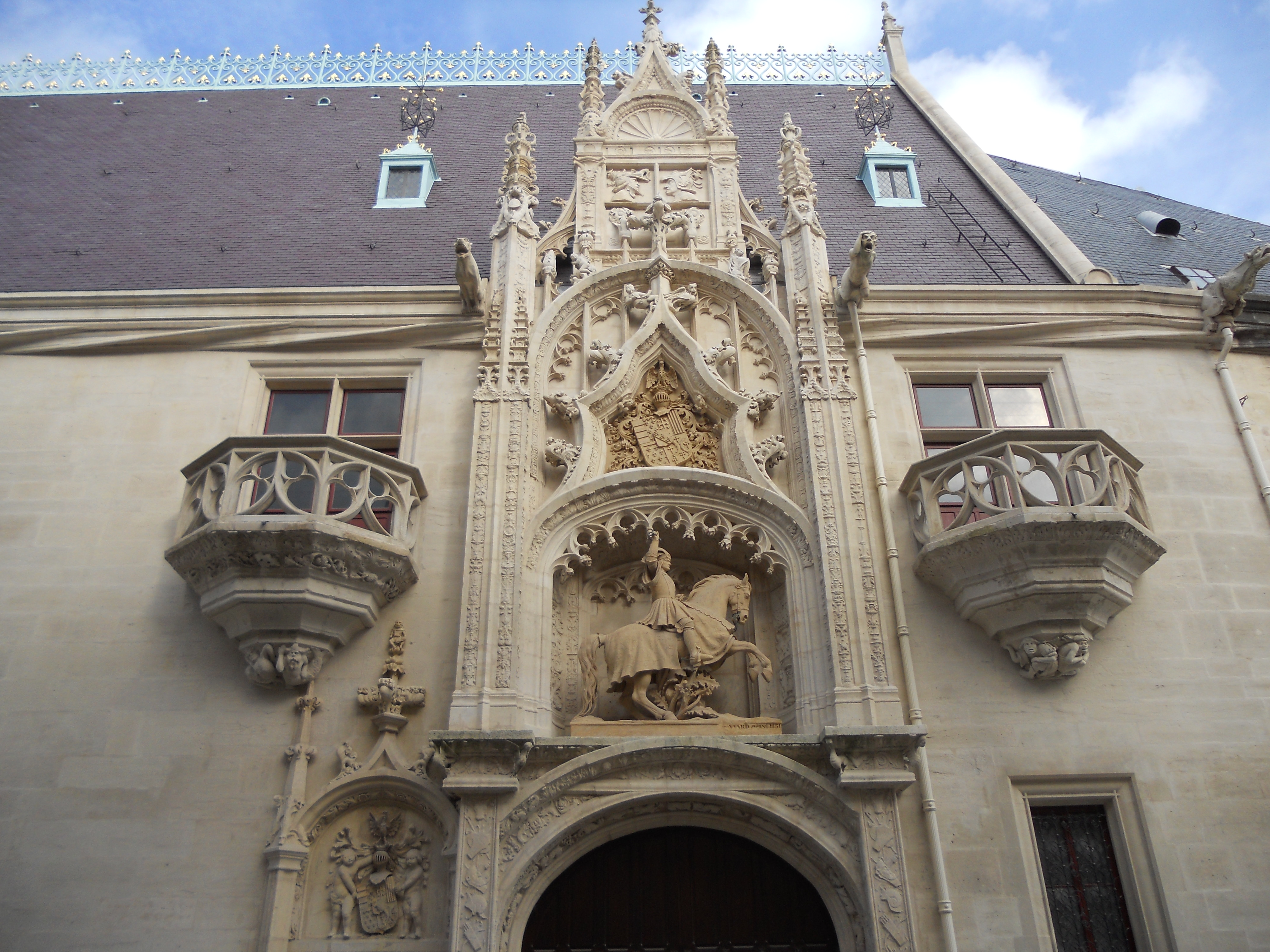
Porterie du palais ducal.

L'intérieur de la façade, quant à lui, est agrémenté d'une galerie gothique flamboyant rehaussée de contreforts, de médaillons et de baies, au premier étage, d'un style résolument Renaissance.
La grande salle à l'étage, nommée Galerie des cerfs, était une vaste pièce parée à l'origine d'un magnifique plafond à caissons, le premier de France orné de scènes peintes qui furent malheureusement détruites en 1871 dans un incendie.
La Tour de l'horloge abrite un escalier en colimaçon qui permet d'accéder aux étages par les ailes du palais. Cette dernière, surmontée d'une flèche, arbore les nombreux symboles du duché de Lorraine : chardons, croix de Lorraine, Alérions, couronne.

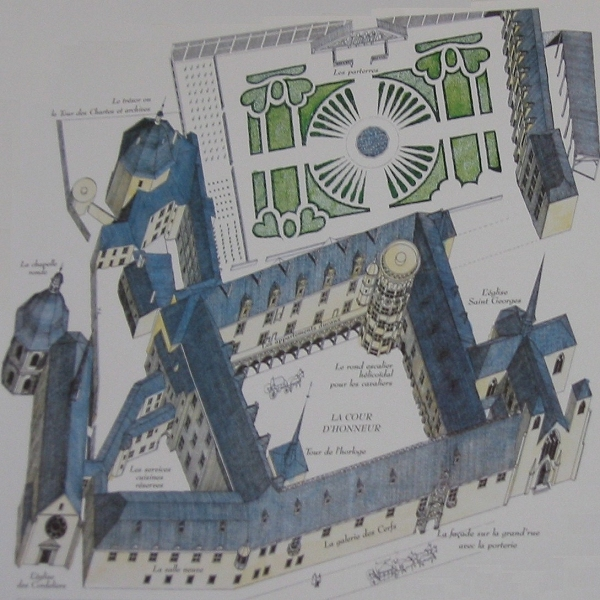
Palais ducal de Nancy (XVIe).

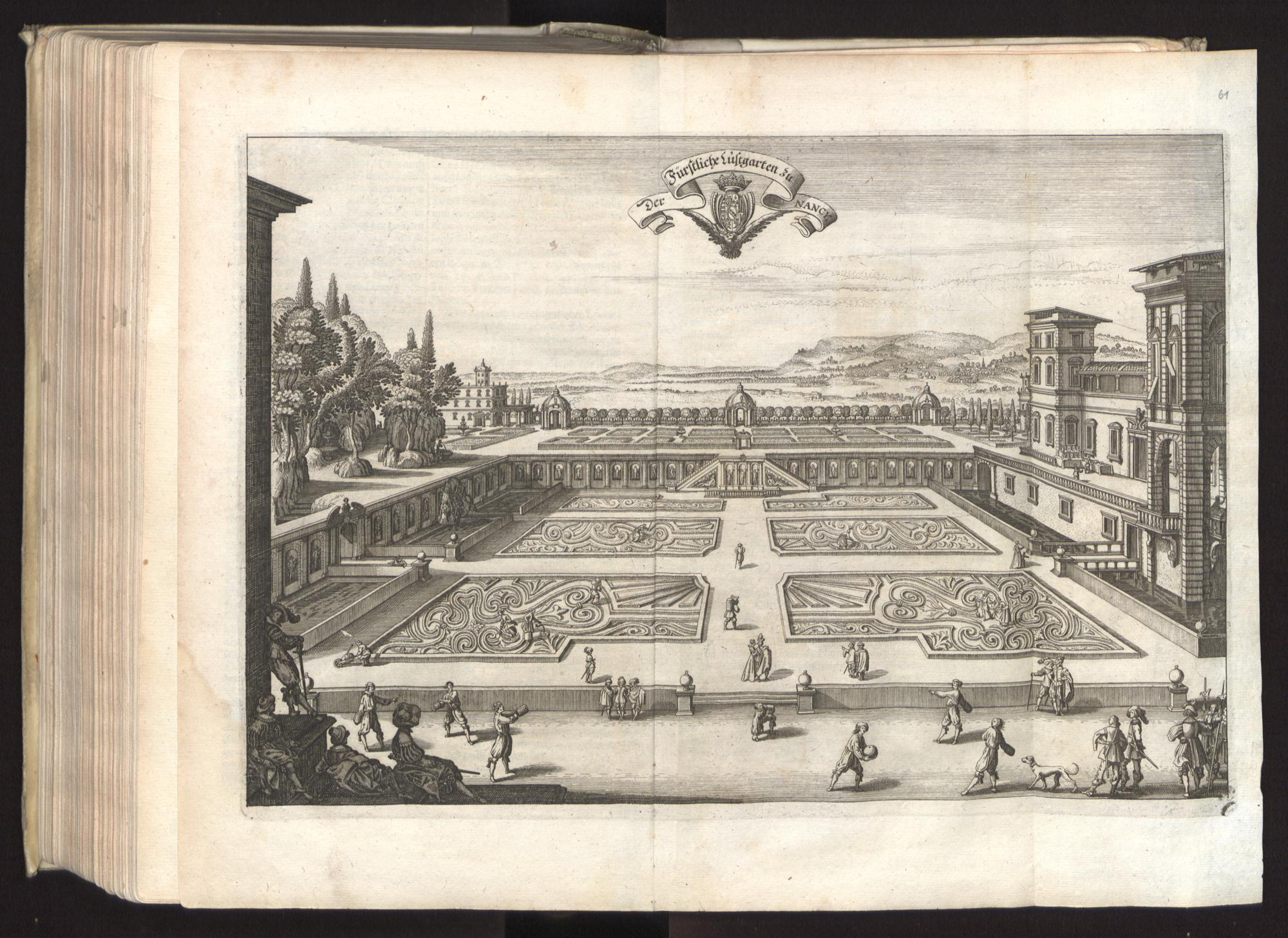
Le jardin du palais ducal avec en arrière-plan le Plateau de Malzéville.

Le palais possédait autrefois un escalier monumental à double révolution également disparu aujourd'hui.
Le bâtiment fut très largement endommagé par le duc Léopold Ier de Lorraine qui souhaitait construire un grand palais ducal pouvant rivaliser avec Le Louvre. À cette fin, il fit détruire les trois quarts du palais de René II, ainsi que de la collégiale Saint-Georges qui abritait alors les premiers tombeaux des ducs de Lorraine. Faute de moyens financiers, mais également d'occupation française (1702-1714) de la cité ducale, Léopold, qui procédait aussi à la reconstruction du château de Lunéville, dut se résigner à abandonner ce projet de « Nouveau Louvre ». Actuellement[Quand ?], il ne demeure de cette époque plus que deux bâtiments de faible élévation situés au fond du jardin et fortement modifiés, toutefois les pilastres du nouveau Louvre sont toujours visibles depuis les jardins du palais du gouverneur.
Sur les fondations de ce gigantesque palais inachevé, le roi de Pologne et duc de Lorraine Stanislas Leszczyński fit bâtir le palais du Gouverneur et son jardin.
Si la construction avait été menée à son terme, le palais de Léopold Ier de Lorraine aurait dû avoir les dimensions du palais du Gouverneur et de son jardin, sur le principe de la cour carrée du Louvre.
À la suite de l'incendie de 1871, une partie septentrionale de la façade fut restaurée dans un style Renaissance beaucoup plus affirmé que pour la porterie.

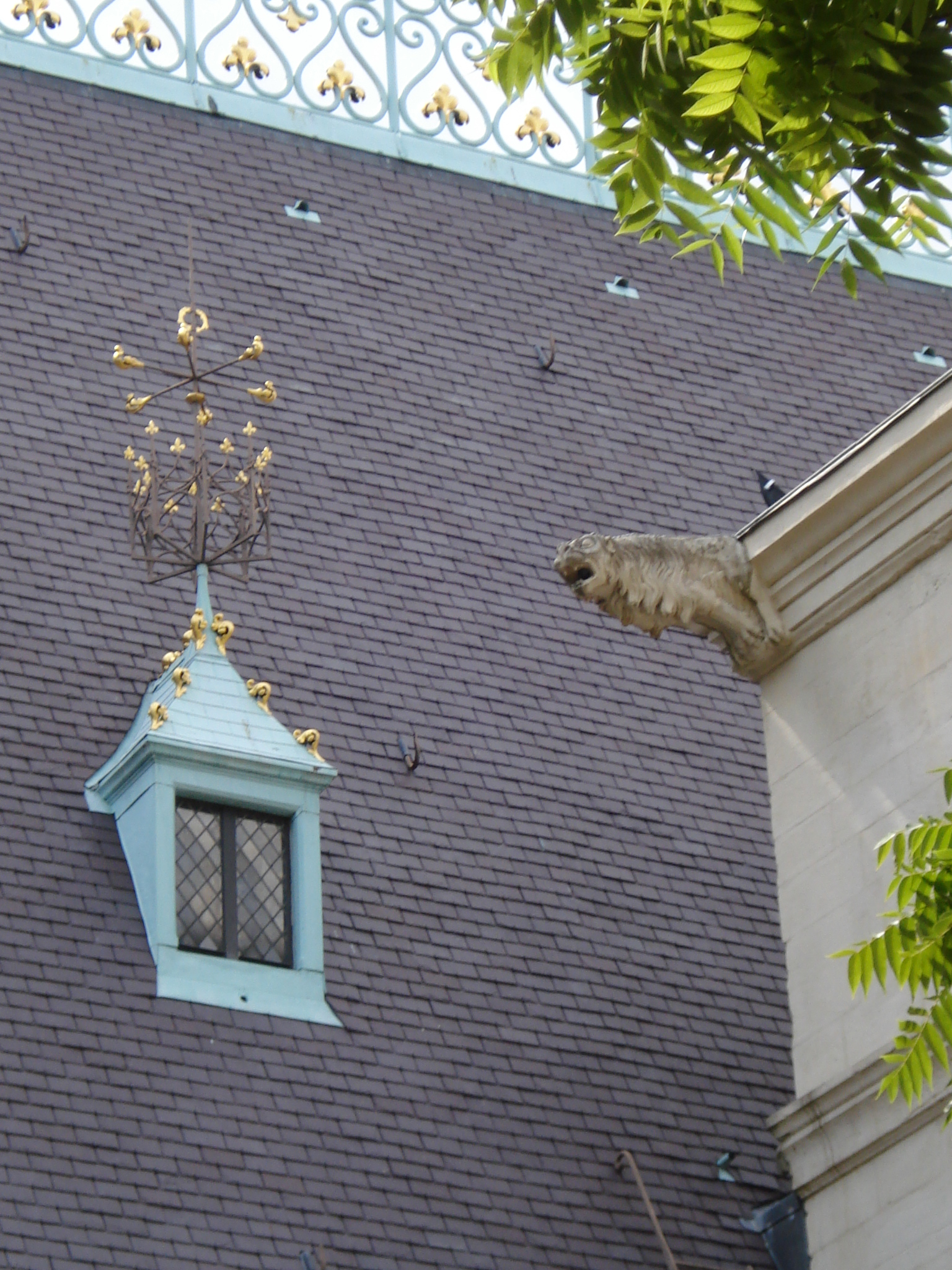
Détail de la toiture du palais, fenêtre.

## Musée historique lorrain
Le Musée lorrain présente l'histoire de la Lorraine depuis les premiers hommes, l'histoire de la Cour des ducs dont le célèbre Stanislas Leszczyński ; les collections s'achèvent à l'Empire.
Le parcours présente également les nombreux artistes qui ont contribué au rayonnement de la cour de Lorraine au cours des siècles : Ligier Richier, Georges de La Tour, Jacques Callot, Louis Cyfflé, Clodion, Henri Bergé ainsi que les manufactures lorraines de faïences (Lunéville…).
Le musée est également complété du Musée des arts et traditions populaires lorraines, situé dans le couvent des Cordeliers (XVIIIe), attenant au palais, ainsi que par l'église (XVe) et la chapelle des Cordeliers (XVIIe) qui abrite les enfeus et tombeaux des ducs de Lorraine (Nancy).

## Galerie

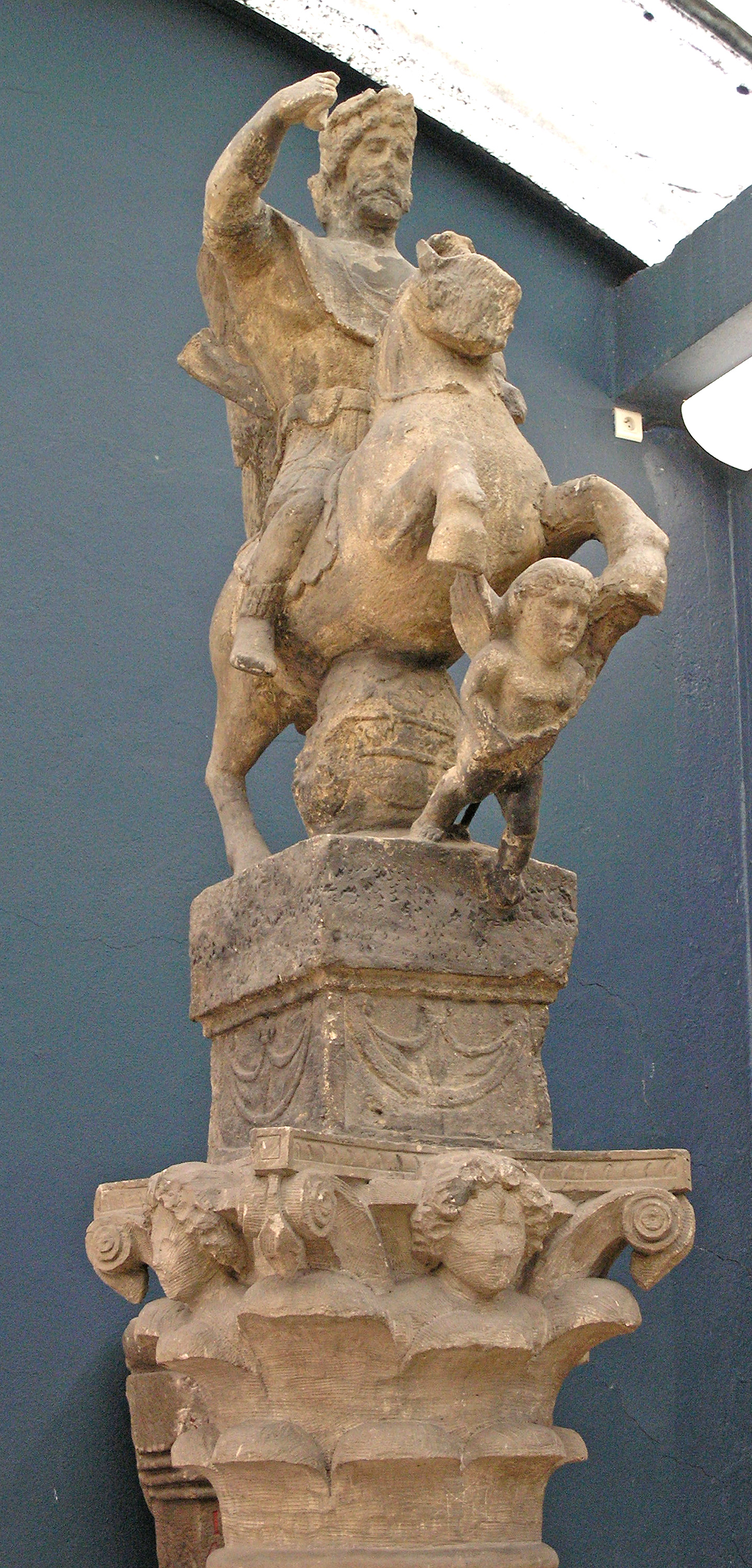
Jupiter gallo-romain à l'anguipède
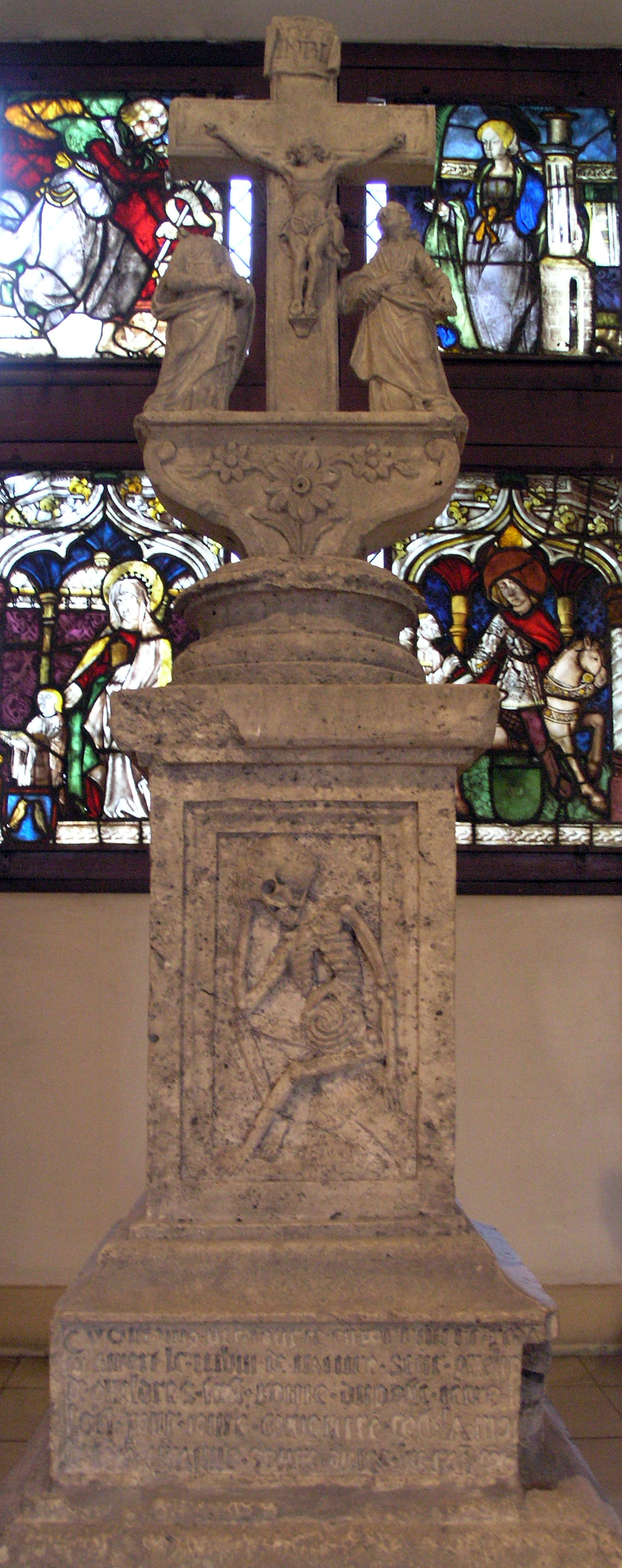
Monument à Philippe de Gueldre, XVIe et XVIIIe siècles.
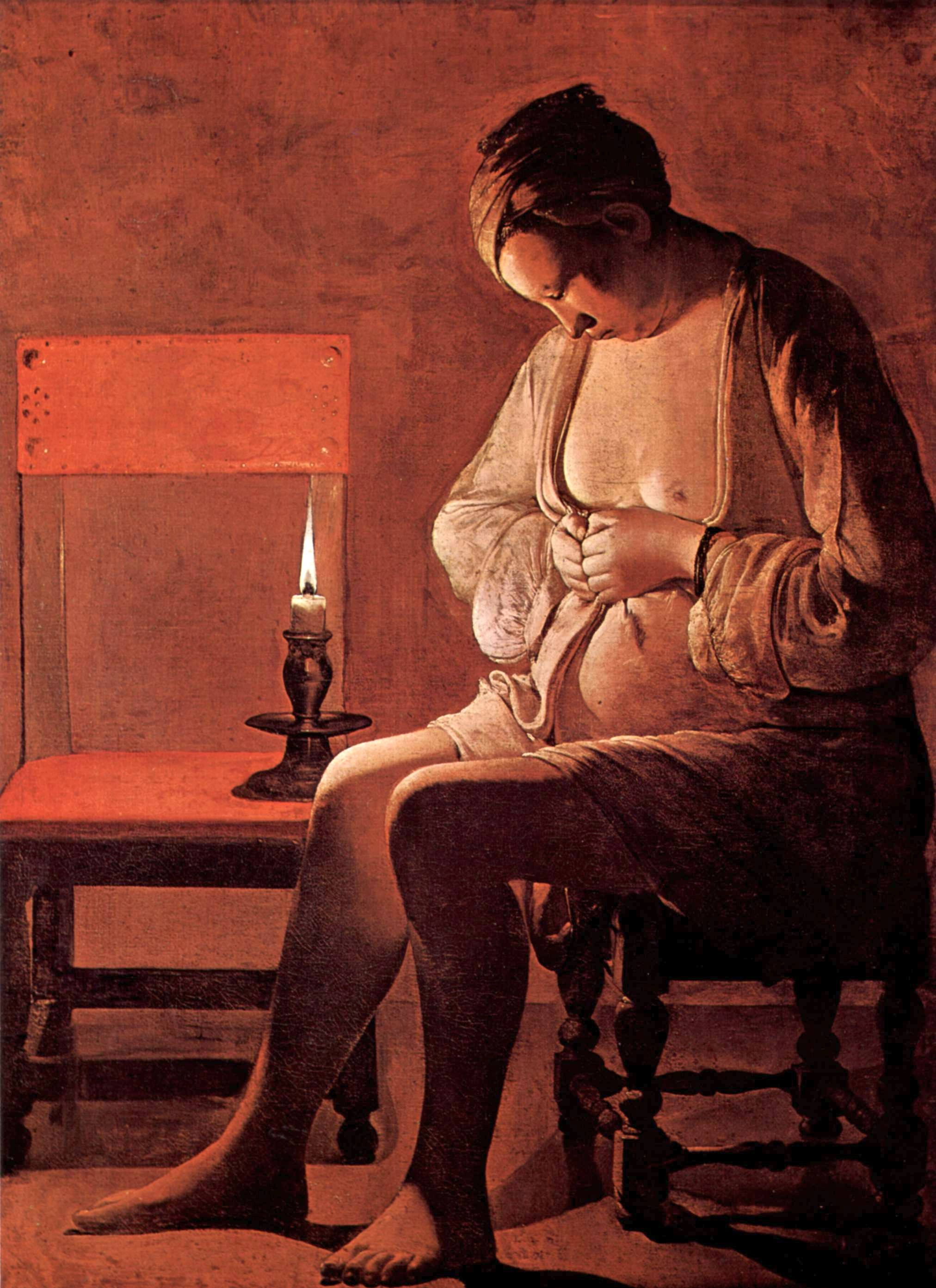
Georges de La Tour, XVIIe siècle.
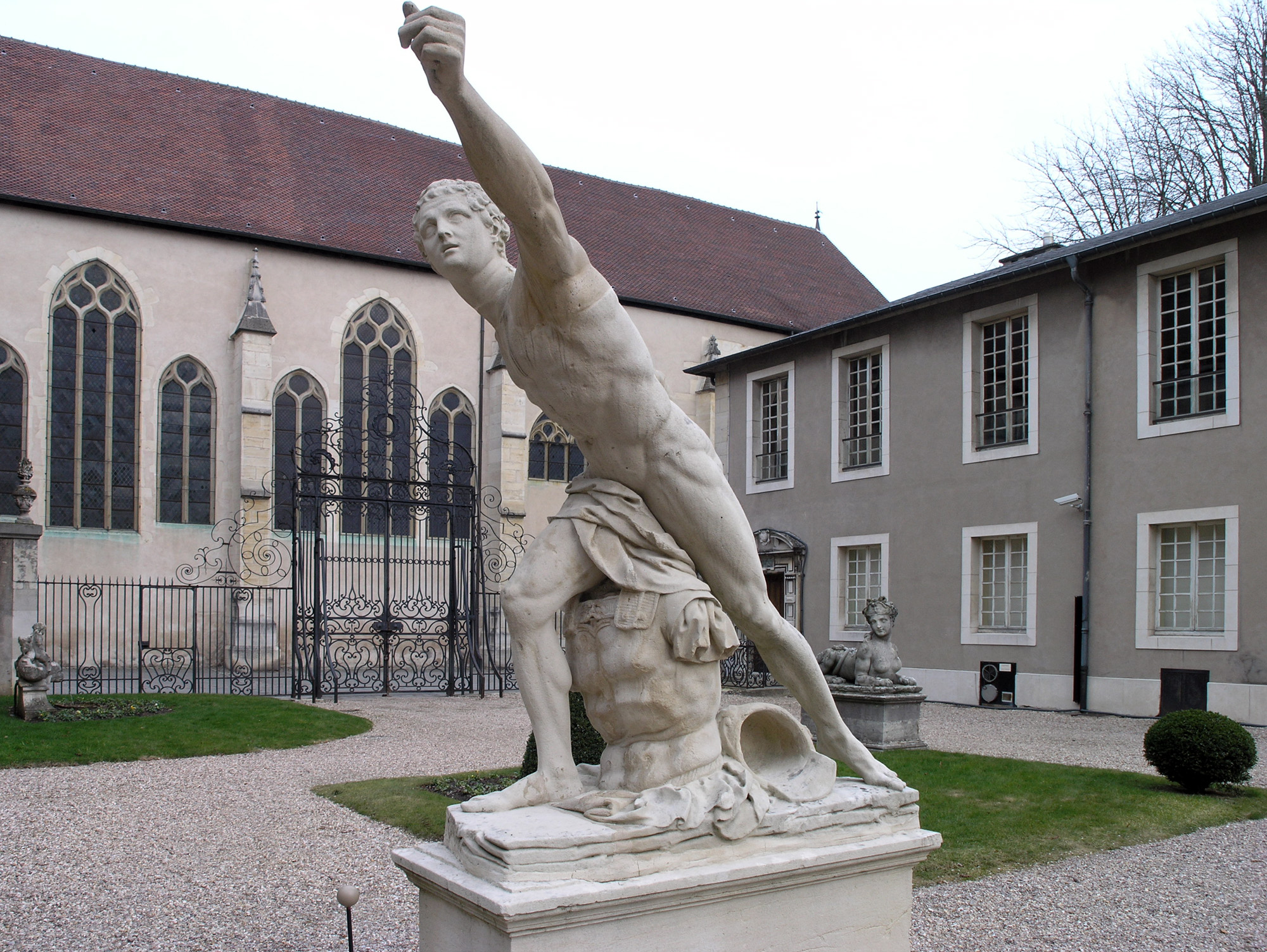
Gladiateur Borghèse, copie XVIIIe siècle.
François-André Vincent, 1778.
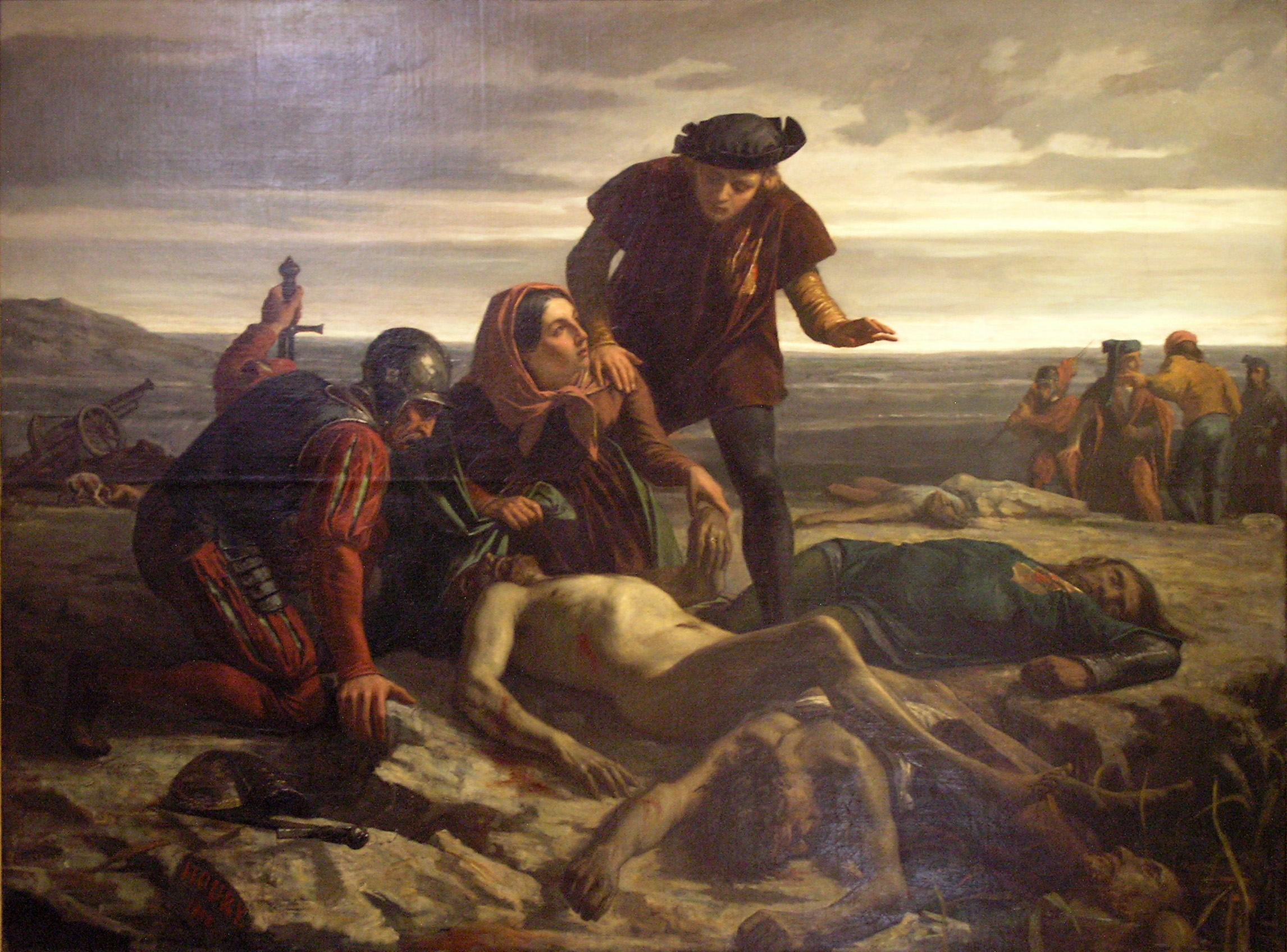
Découverte du corps de Charles le Téméraire, XIXe siècle.
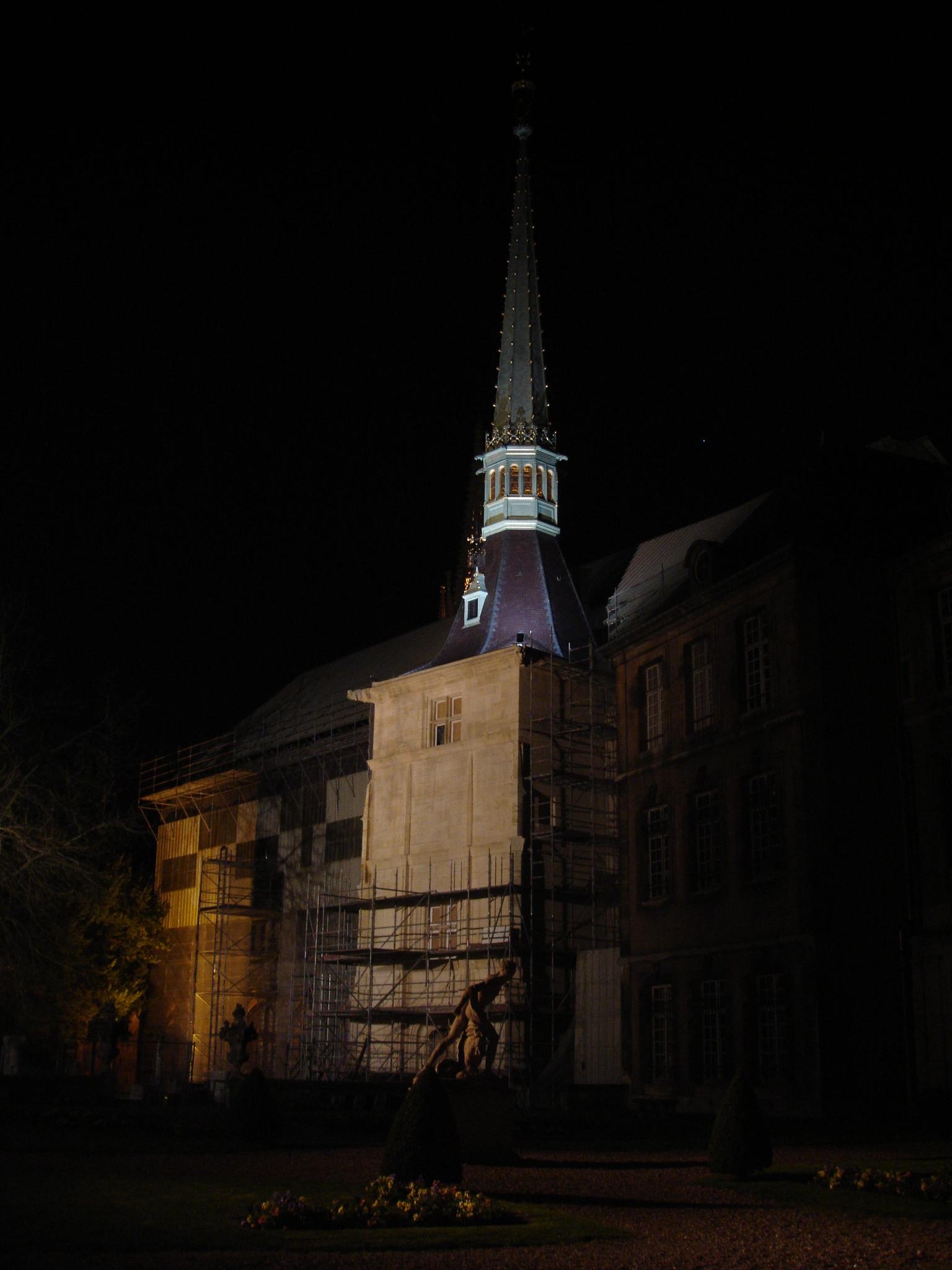
Tour de l'horloge du palais ducal de nuit.
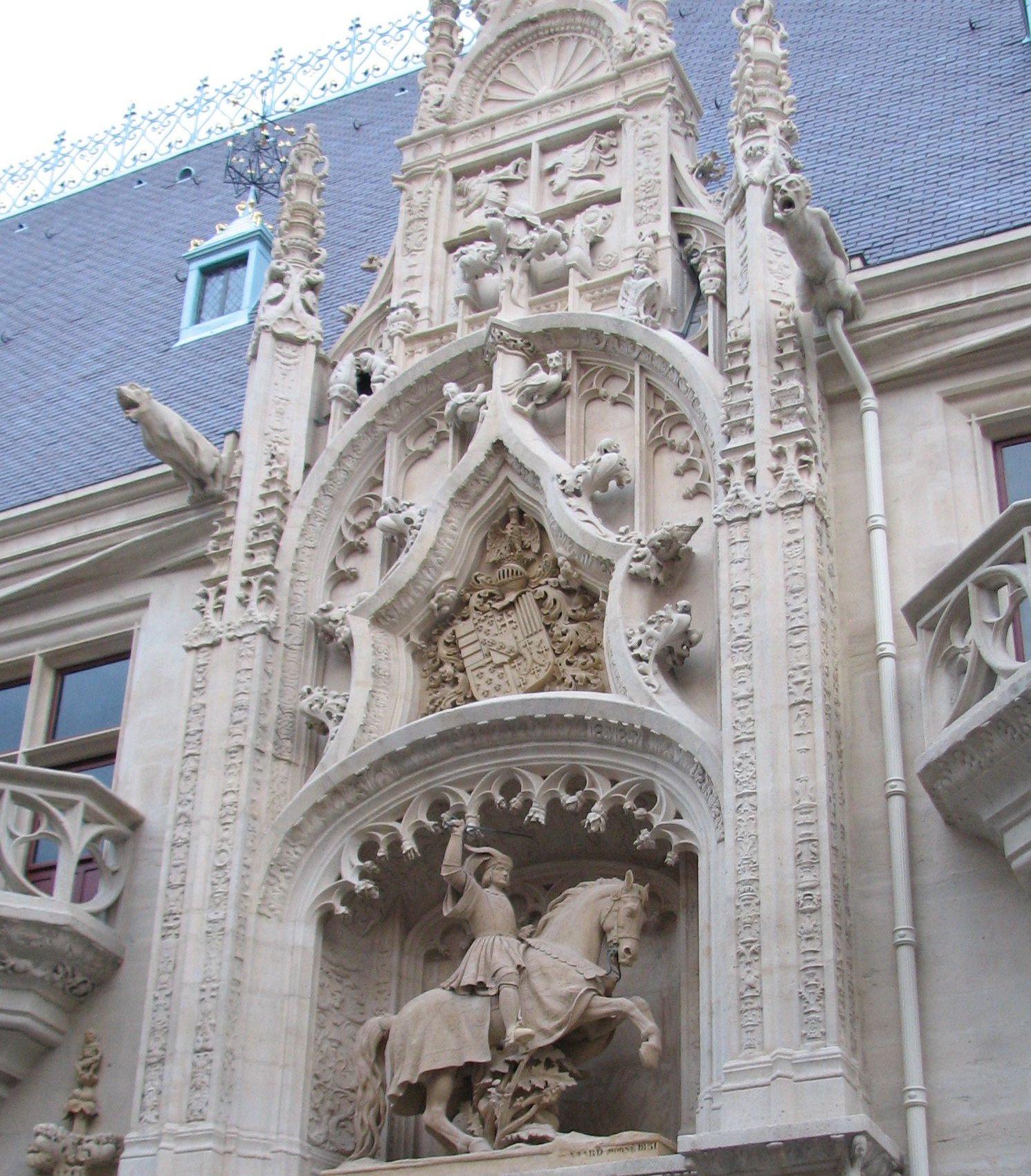
Porterie après restauration.
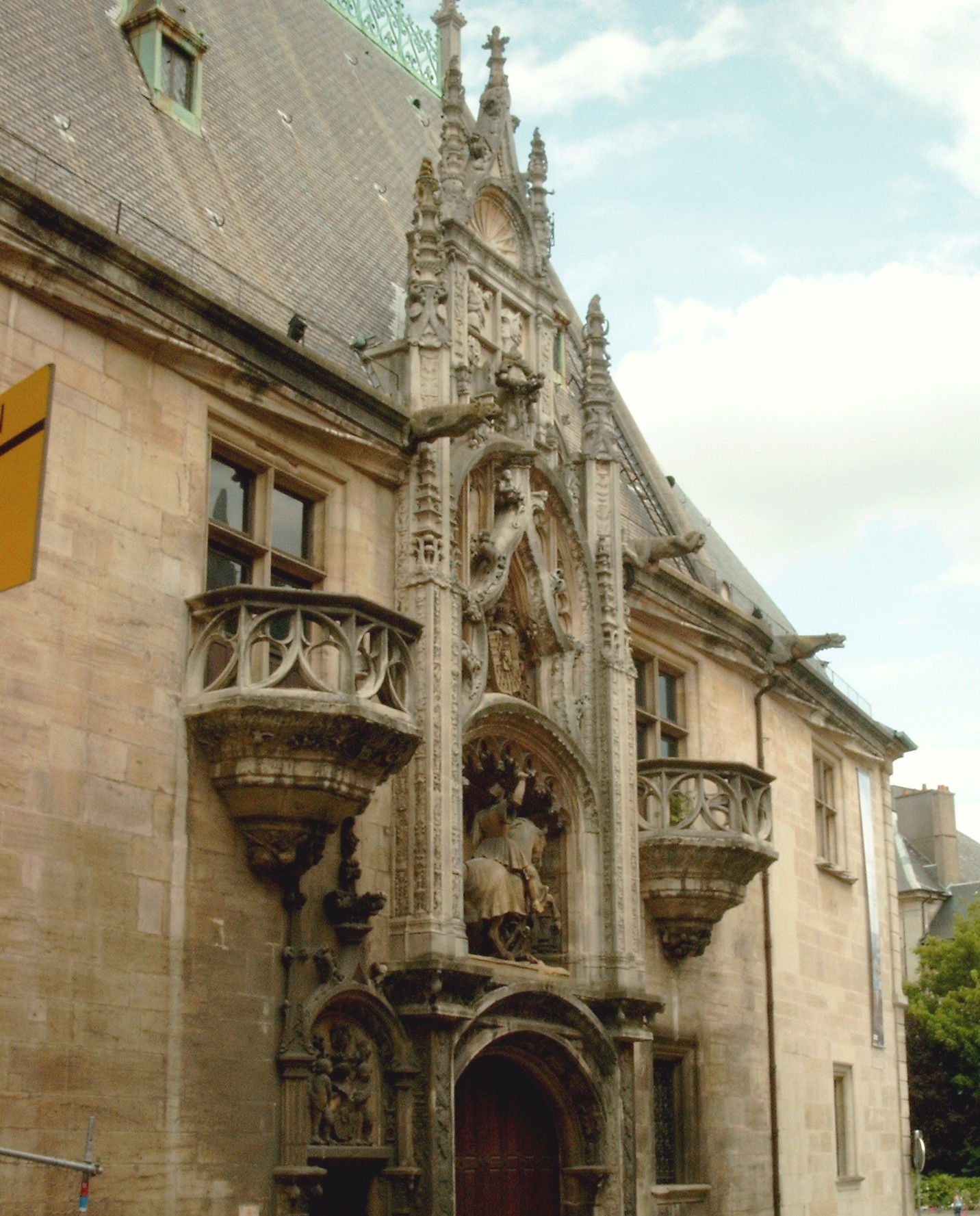
Vue de la porterie du palais.
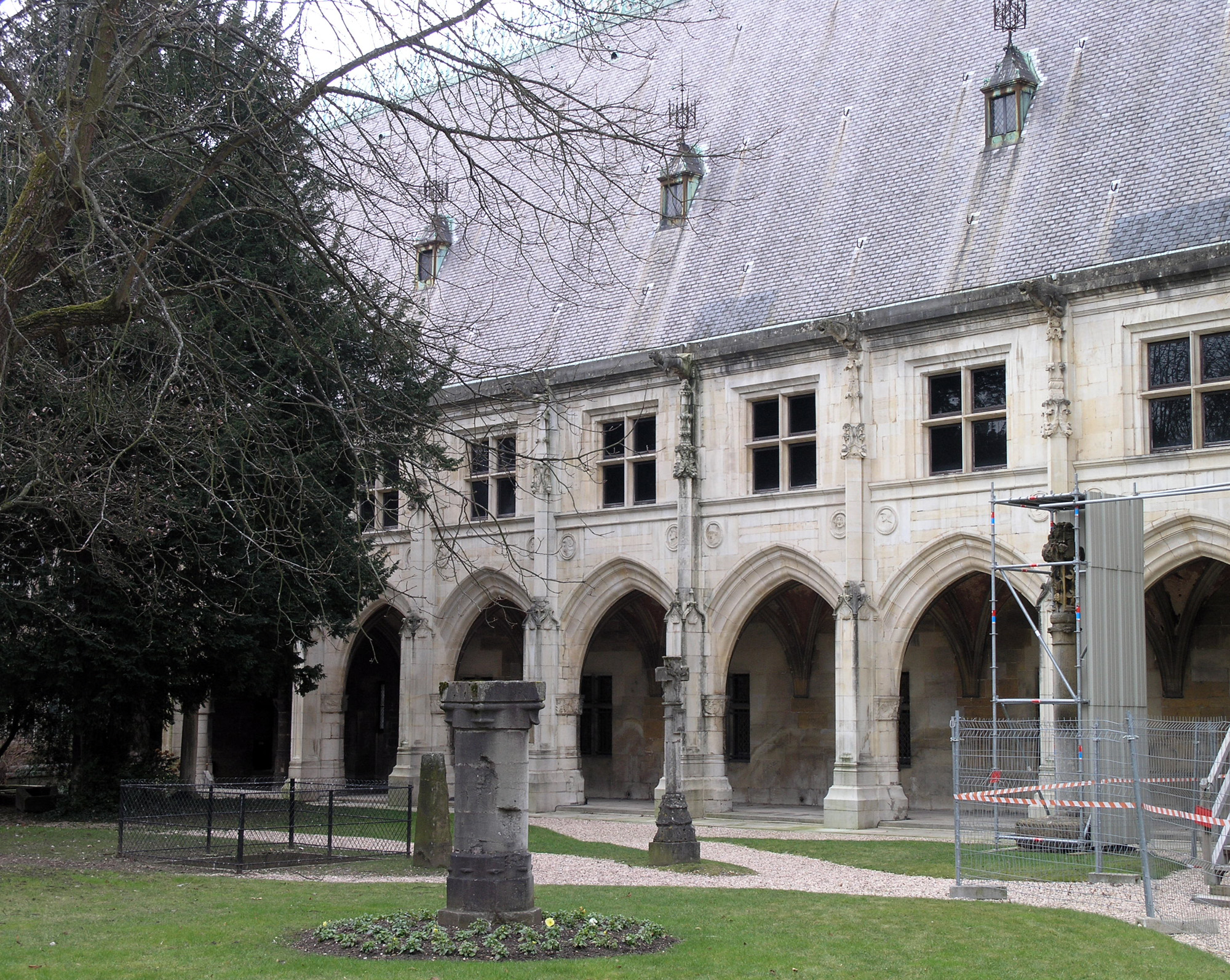
Façade intérieure.
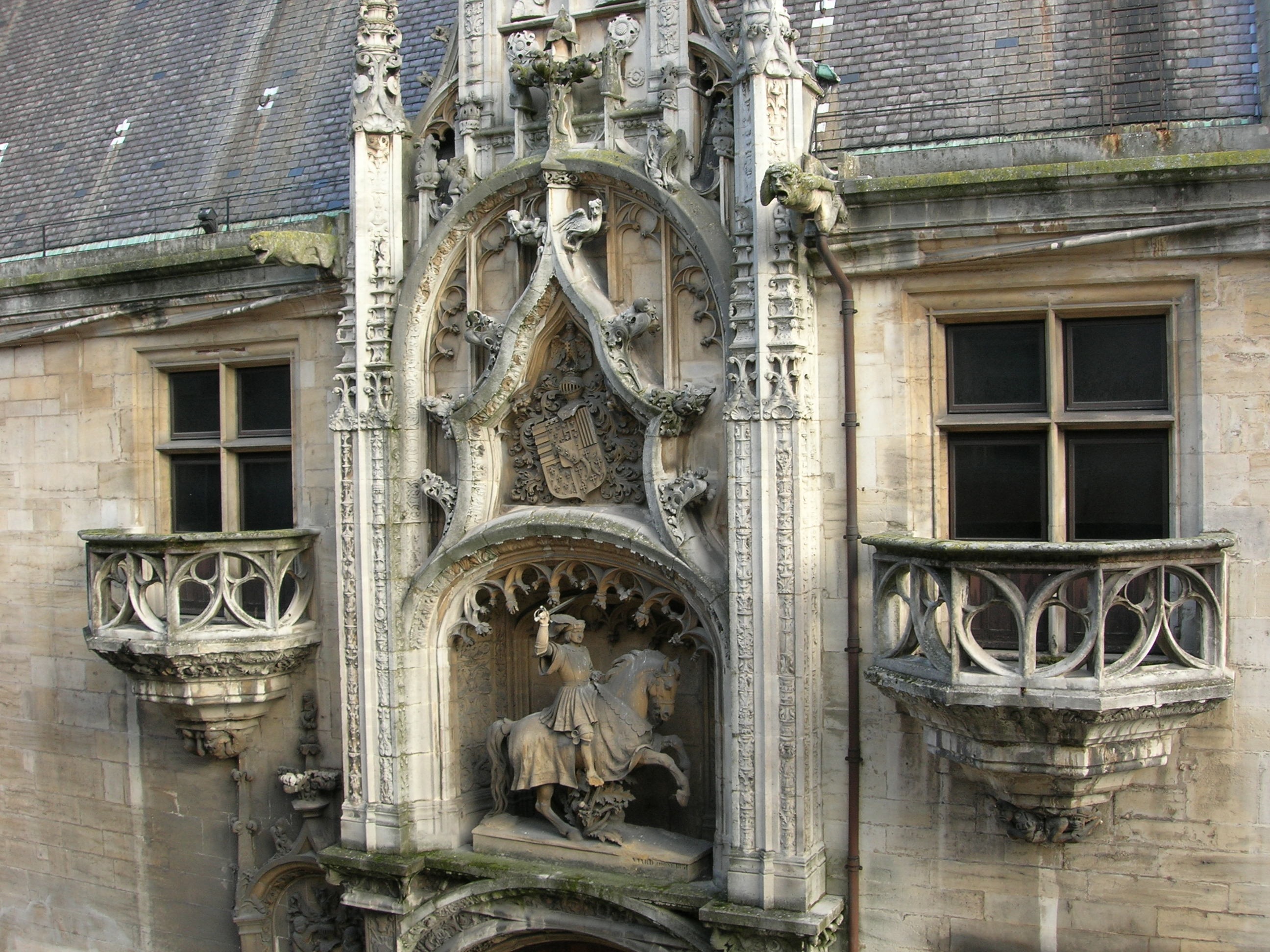
Porterie du palais ducal.
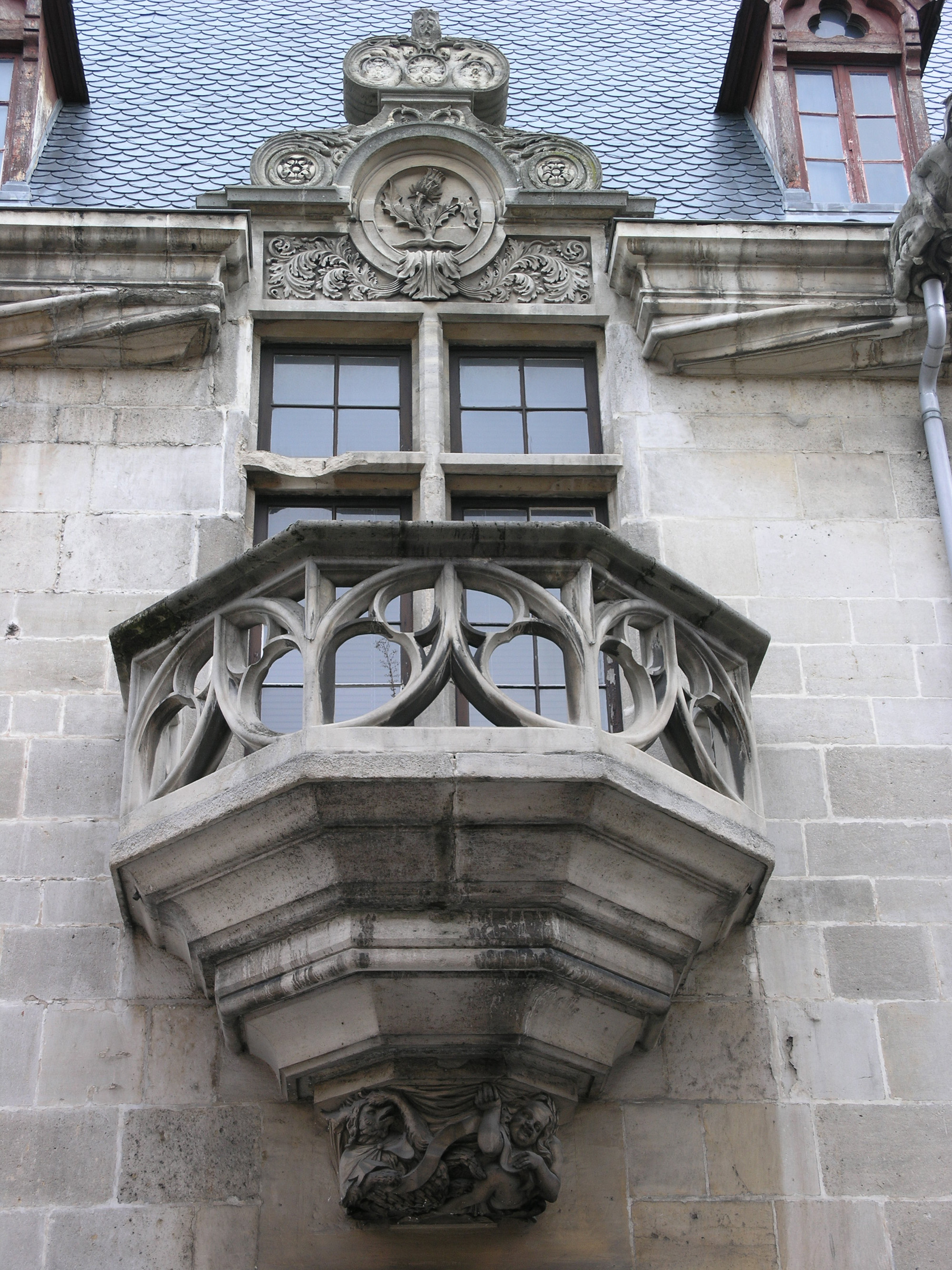
Fenêtre et balcon sur rue.

## Sources
1. ↑  Coordonnées vérifiées sur Géoportail et Google Maps
2. 1 2 3 4  « Ancien palais ducal, actuellement musée lorrain », notice no PA00106304, sur la plateforme ouverte du patrimoine, base Mérimée, ministère français de la Culture
3. ↑  Jacques Baudoin, La sculpture flamboyante en Champagne et Lorraine, page 49 - consultable en ligne